# Państwo wyspiarskie

Państwa wyspiarskie na mapie świata

Państwo wyspiarskie – państwo w całości położone na pojedynczej wyspie lub grupie wysp i nieposiadające żadnego terytorium na stałym lądzie kontynentalnym.
Państwa wyspiarskie można generalnie podzielić na dwie grupy. Jedna to państwa, które są stosunkowo duże i leżą zwykle blisko kontynentu. Są to m.in. Japonia, Sri Lanka, Kuba, Filipiny, Wielka Brytania, Islandia, Madagaskar i Indonezja. Te kraje są podobne pod względem kultury i polityki do swoich kontynentalnych sąsiadów. Dzięki swojemu położeniu i wielkości często opierały się inwazji i stały się ważnymi ośrodkami handlu.
Druga grupa to mniejsze państwa leżących na niewielkich wyspach stosunkowo daleko od kontynentu. Są to np. Cypr, Komory, Bahamy, Tonga, Malediwy. Ze względu na niewielki obszar wysp państwa te posiadają mało zasobów naturalnych i stosunkowo słabo rozwinięte rolnictwo. Jednak niewielki obszar wysp powoduje, że posiadają one dość długą linię brzegową. Dzięki temu wyspy stają się centrami turystyki, co dla niektórych państw z tej jest grupy jest ważnym źródłem dochodów.
Niektóre kraje wyspiarskie zajmują jedną-dwie większe wyspy (np. Wielka Brytania, Irlandia, Madagaskar). Inne składają się z setek lub tysięcy mniejszych (np. Malediwy).

## Lista państw wyspiarskich
- Antigua i Barbuda
- Bahamy
- Bahrajn
- Barbados
- Brunei
- Cypr (i nieuznawany Cypr Północny)
- Dominika
- Dominikana
- Fidżi
- Filipiny
- Grenada
- Haiti
- Indonezja
- Irlandia
- Islandia
- Jamajka
- Japonia
- Kiribati
- Komory
- Kuba
- Madagaskar
- Malediwy
- Malta
- Mauritius
- Mikronezja
- Nauru
- Nowa Zelandia
- Palau
- Papua-Nowa Gwinea
- Republika Chińska
- Republika Zielonego Przylądka
- Saint Kitts i Nevis
- Saint Lucia
- Saint Vincent i Grenadyny
- Samoa
- Seszele
- Singapur
- Sri Lanka
- Timor Wschodni
- Tonga
- Trynidad i Tobago
- Tuvalu
- Vanuatu
- Wielka Brytania
- Wyspy Marshalla
- Wyspy Salomona
- Wyspy Świętego Tomasza i Książęca